# Igor Strgar
Igor Strgar, slovenski smučarski skakalec, * 1972.
Strgar je v sezoni 1991/92 nastopil na osmih tekmah v svetovnem pokalu. Debitiral je 29. februarja 1992 v Lahtiju s 54. mestom. Najboljši rezultat kariere je dosegel s sedemnajstim mestom na tekmah 15. marca 1992 v Oslu in 22. marca istega leta na poletih v Harrachovu, ki je poleg svetovnega pokala štelo tudi za Svetovno prvenstvo v smučarskih poletih, kjer je bil drugi najboljši slovenski tekmovalec za Samom Gostišo. 28. marca 1992 je na ekipni tekmi na Bloudkovi velikanki v Planici osvojil šesto mesto, dan za tem je na istem prizorišče na svoji zadnji tekmi v svetovnem pokalu zasedel 41. mesto.